# Cổ Đông
Cổ Đông là một xã thuộc thị xã Sơn Tây, thành phố Hà Nội, Việt Nam.
Xã có diện tích 26,05 km², dân số năm 1999 là 9.736 người, mật độ dân số đạt 374 người/km².